# غاري غرابيديان
غاري غرابيديان (باللغة الأرمنية Կարի Կարապետեան بالأحرف اللاتينية Gary Garabedian مخرج سينمائي وتلفزيوني لبناني أرمني أشتهرت أفلامه في الستينيات من القرن العشرين.
بدأ عمله كمخرج لمسلسل أبو سليم الطبل على تلفزيون لبنان، وصوّر أفلام العين الساهرة عام 1963 و «يا ليل» عام 1964 و«أبو سليم في أفريقيا» عام 1965،
النقاد يعتبرون فيلمه «غارو» عام 1969 من أهم أفلامه وعلامة فارقة في السينما اللبنانية الحديثة ويحكي قصة القبضاي الأرمني المعروف بـ «غارو» والذي مات بعد مطاردة للأمن الداخلي اللبناني.
توفي المخرج غاري غرابيديان عام 1969 أثناء تصوير فيلمه «كلّنا فدائيون» حيث مات حرقا في حريق ستوديو حيث كان يصوّر الفيلم. وبدأ الحريق أثناء استعمال قنبلة دخانية لتصوير مشهد عملية فدائية للمقاومة الفلسطينية. غرابيديان خرج سالما وكان من عداد الناجين، الا أنه أبى أن يترك عددا من الممثلين والطاقم الذين كانوا عالقين في الستديويوهات، فدخل لمحاولة إنقاذهم، ومات حرقا معهم.

## أنطر أيضا
- غارو (فيلم)